# Ludwig Levy-Lenz
Ludwig Levy-Lenz (nacido el 1 de diciembre de 1892 en Posen (ahora Poznań), Reich alemán; fallecido el 30 de octubre de 1966 en Múnich) fue un médico alemán y reformador sexual, conocido por realizar algunas de las primeras cirugías de reasignación de sexo para pacientes del Instituto Hirschfeld.

## Vida
Ludwig Levy adoptó tempranamente el doble nombre de Ludwig Levy-Lenz y después de la Segunda Guerra Mundial y su regreso a Alemania publicó bajo el nombre de Ludwig L. Lenz. Provenía de una familia judía de clase media alta. En 1909 viajó con su hermano menor Siegbert a Heidelberg para estudiar medicina y de allí a Múnich y Breslau. Al comienzo de la Primera Guerra Mundial fue destinado como soldado en Poznań, en un hospital especial de cirugía reconstructiva y ortopedia que él mismo fundó. Por orden de sus superiores militares, montó un burdel de guerra y trabajó como proxeneta.
Después de la guerra, con el apoyo económico de sus padres, abrió un consultorio médico en Berlín, en la Rosenthaler Platz, junto al barrio judío-proletario Scheunenviertel. Desde 1925 fue miembro del personal médico del instituto de Hirschfeld, donde realizó operaciones quirúrgicas como castraciones y cambios de género, esta última en colaboración con Erwin Gohrbandt; entre sus pacientes se encontraban Dora Richter, Charlotte Charlaque, Toni Ebel y Lili Elbe.
Hacia 1926, tras divorciarse de su primera esposa, Denise, bailarina, se trasladó al barrio de clase media Westend de Berlín, en Ahornallee 51. Su segundo matrimonio con Elma Wilhelm duró hasta 1932. En 1930 compiló el primer libro médico sobre el tema del aborto. En 1933, cuando el poder pasó a manos de los nacionalsocialistas, Levy-Lenz se casó con Marya Goldwasser, veinte años más joven que ella y que tuvo que huir con ella a París debido a la persecución alemana a los judíos. En el período previo a los Juegos Olímpicos, creyó que la política antisemita alemana se relajaría y regresó a Alemania, sólo para emigrar a Egipto en 1937. Allí pudo abrir un consultorio de cirugía estética. En 1939 fue despojado de su ciudadanía alemana.
Levy-Lenz trabajó en varios campos médicos interconectados de venereología, ginecología, cirugía, cirugía estética y sexología. Escribió varios escritos populares, como el folleto de 1919 ¿Cómo puedo protegerme de las enfermedades de transmisión sexual? (Alemán: Wie schütze ich mich vor Geschlechtskrankheiten?), que se anunciaba y vendía en baños públicos, lo que le valió el ridículo (y la envidia) de la profesión médica. Como la difusión de la anticoncepción se consideraba inmoral y estaba sujeta a sanciones, los cursos educativos sobre "higiene sexual" impartidos por Levy-Lenz tuvieron que ocultar su verdadero tema. Existía una estrecha relación entre la asociación Die Ehe que él fundó, el centro de asesoramiento sexual que dirigió y la revista Die Ehe por un lado, y el Instituto de Sexología, dirigido por Magnus Hirschfeld, por otro. También logró convencer para la revista a autores como Kurt Tucholsky y Thomas Mann y a ilustradores como Otto Dix. Levy-Lenz publicó folletos educativos bajo títulos científicos populares, con un mensaje científico.
Después de que él y Peter Schmidt participaron en los experimentos con operaciones de rejuvenecimiento utilizando el método propagado por Eugen Steinach, Levy-Lenz dejó más tarde el campo a Schmidt. Después de emigrar, se vio obligado a centrarse cada vez más en la cirugía estética. En la Alemania de la posguerra pudo reeditar algunos escritos revisados y publicar una autobiografía.
Las obras de Levy-Lenz también fueron traducidas a otros idiomas: incluso se imprimió una traducción en Francia durante la ocupación alemana en 1943. Su biografía de 1950, Diskretes und Indiskretes, fue traducida al inglés como The memoirs of a sexologist; Discretion and indiscretion en 1959. Tras el final de la guerra, Lenz trabajó temporadas alternadas en Baden-Baden y El Cairo y finalmente regresó a Berlín en 1965.
Ludwig Levy-Lenz murió el 30 de octubre de 1966 en un hospital de Múnich. Fue enterrado en el Nuevo Cementerio Judío (sección 17, fila 11, tumba 16) en Múnich, Garchinger Straße 37.

## Obras
- Ludwig Levy: Kriegsgemäße Orthopädie der Extremitäten, DMW – Deutsche Medizinische Wochenschrift, V.41, Nr.15 S. 436–439.
- ¿Wie schütze ich mich vor Geschlechtskrankheiten?, 1919.
- Peter Schmidt; Ludwig Levy-Lenz: Die Erfolge der Steinachbehandlung beim Menschen, Berlín: G. Ziemsen, 1921.
- Sexual-Katastrophen: Bilder aus dem modernen Geschlechts- und Eheleben. Leipzig 1926.
  - Darin: Die Geächteten. Págs. 259–332.
- Maria Winter; Ludwig Levy-Lenz: ¿Abtreibung oder Verhütung der Schwangerschaft?, Berlín-Hessenwinkel: Verlag d. Nueva Gesellschaft, 1928.
- Die aufgeklärte: ein Buch für alle Frauen, 1928.
- Janine: Tagebuch einer Verjüngten, Berlín: Man Verlag, 1928.
- Wenn Frauen nicht gebären dürfen: Bedeutg u. Methode d. Empfängnisverhütg gemeinverst. dargest. , Berlín-Hessenwinkel: Verlag d. Nueva Gesellschaft 1928.
- Kurt Bendix; Johannes Werthauer; Sofía Lützenkirchen; Ludwig Levy-Lenz: Die Schwangerschaftsunterbrechung ihre Voraussetzung und ihre Technik. Bedeutung, rechtliche Grundlage, Indikationen und Technik des indizierten Abortes in den den ersten drei Schwangerschaftsmonaten; ein kurzgefaßter Leitfaden für Ärzte und Studierende, Berlín-Hessenwinkel: Baumeister 1930.
- Hexenkessel der Liebe, Leipzig: Lykeion, Kulturwiss. Verlagsges, 1931.
  - Liebesleben der Wilden und Erotik der Naiven, Lieferung 1, Leipzig: Lykeion Verlag, 1931.
  - Liebesleben der Perversen, Lieferung 2, Leipzig: Lykeion Verlag, 1931.
  - Kranke Liebe und Liebeskrankheiten, Lieferung 3, Leipzig: Lykeion Verlag, 1931.
- mit Arthur Koestler, A. Willy: Encyclopédie de la vie sexuelle, París, Aldor 1934.
- La femme initiée, Le Caire, R. Schindler, 1943.
- Diskretes e Indiskretes; Memoiren eines Sexualarztes, Schmiden b. Stuttgart: Treya-Verl. 1950.
- Praxis der kosmetischen Chirurgie : Fortschritte u. Gefahren, 1954.
- The memoirs of a sexologist; Discretion and indiscretion, Nueva York: Cadillac, 1959.
- Madeleine: Tagebuch einer Verjüngten, Konstanz: Exakt-Verlag, 1964.

## Lectura adicional
- Volkmar Sigusch, Günter Grau (ed.): Personenlexikon der Sexualforschung, Campus, Frankfurt a. M.2009, págs. 418–423 ISBN 9783593390499

- Bibliografía relacionada con Ludwig Levy-Lenz en el catálogo de la Biblioteca Nacional de Alemania.

- Datos: Q1623622
- Multimedia: Ludwig Levy-Lenz / Q1623622